# Diocèse de Mindelo
Le diocèse de Mindelo (en latin : Dioecesis Mindelen(sis)) est une circonscription ecclésiastique de l'Église catholique de l’archipel du Cap-Vert, dont le siège est à Mindelo.
Il couvre les Îles de Barlavento (Îles du Vent), le nord de l’archipel, tandis que le diocèse de Santiago du Cap-Vert couvre les Îles de Sotavento (Îles Sous-le-Vent) situés au sud du pays.

## Histoire
Le 9 décembre 2003, le diocèse du Cap-Vert est divisé en deux.

## Evêques de Mindelo
- Arlindo Gomes Furtado (14 novembre 2003 - 22 juillet 2009 , nommé évêque de Santiago du Cap-Vert)
- Ildo Augusto Dos Santos Lopes Fortes (de), depuis le 25 janvier 2011